# Lodderena
Lodderena is een geslacht van weekdieren uit de klasse van de Gastropoda (slakken).

## Soorten
- Lodderena arifca (Bartsch, 1915)
- Lodderena bunnelli Redfern & Rolán, 2005
- Lodderena emeryi (Ladd, 1966)
- Lodderena formosa Powell, 1930
- Lodderena janetmayae Rubio, Rolán & Redfern, 1998
- Lodderena minima (Tenison-Woods, 1878)
- Lodderena nana Powell, 1930
- Lodderena omanensis Moolenbeek, 1996
- Lodderena ornata (Olsson & McGinty, 1958)
- Lodderena pachynepion (Pilsbry & Olsson, 1945)
- Lodderena pulchella (Olsson & McGinty, 1958)
- Lodderena tanae Moolenbeek, 1996
- Lodderena vladimiri Chernyshev, Rolán & Rubio, 2016